# Jan Clayton
Jan Clayton (ur. 26 sierpnia 1917 w Tularosie, zm. 28 sierpnia 1983 w West Hollywood) – amerykańska aktorka filmowa i telewizyjna.

## Filmografia
seriale
- 1950: Racket Squad jako Mary
- 1955: Gunsmoke jako Clara Wright
- 1960: My Three Sons jako Verna Benson
- 1977: Statek miłości jako Shirley Simpson
- 1980: Scruples jako pani Elliott

film
- 1938: In Old Mexico jako Anita Gonzales
- 1940: The Showdown jako Sue Willard
- 1949: The Wolf Hunters jako Renee
- 1973: Blood Sport jako Blanche Birdsong

## Nagrody i nominacje
Została dwukrotnie nominowana do nagrody Emmy, a także posiada swoją gwiazdę na Hollywoodzkiej Alei Gwiazd.